# 微毛金星蕨
微毛金星蕨（学名：Parathelypteris glanduligera var. puberula）为金星蕨科金星蕨属下的一个变种。

## 扩展阅读
- 維基物種上的相關：微毛金星蕨